# Paredes de Viadores
Paredes de Viadores é uma povoação portuguesa do Município de Marco de Canaveses que foi sede da extinta Freguesia de Paredes de Viadores, freguesia que tinha 8,79 km² de área e 1 289 habitantes (2011), e, por isso, uma densidade populacional de 146,6 hab/km².
A Freguesia de Paredes de Viadores foi extinta (agregada) pela reorganização administrativa de 2013, tendo o seu território sido agregado ao da Freguesia de Manhuncelos para criar a Freguesia de Paredes de Viadores e Manhuncelos. 

## Historia
Em 1070, surge uma referência à villa paretes [, em latim , no tempo dos romanos, vila queria dizer quinta importante de um senhor]. 
Nas inquirições de 1258, há referência à parrochia de paredes veadores. A paróquia era uma abadia da apresentação do Convento de Vila Boa do Bispo.
Pertencia ao concelho de Benviver, com sede em Sande, concelho esse que foi extinto em meados do séc. XIX. 

## Geografia
Situada a 7 km da cidade do Marco de Canaveses, e a 60 km da cidade do Porto.

## Infraestruturas e transportes
- Paredes de Viadores conta com a Estação Ferroviária de Juncal
- Autocarros Transdev, que fazem ligação ao Marco de Canaveses.

## Património
- Capela de Nossa Senhora do Socorro
- Igreja Matriz (São Romão)

## Festividades
- Festas em Honra da Nossa Senhora do Socorro (último fim de semana de julho)
- Festas de São Romão

Paredes de Viadores é reconhecido pelas festas em honra da Nossa Senhora do Socorro, sendo uma das festas e romarias mais importantes do concelho do Marco de Canaveses. Duram 3 dias e tem a particularidade que acabam sempre no domingo antes do anoitecer. 

## População
| População da freguesia de Paredes de Viadores | População da freguesia de Paredes de Viadores | População da freguesia de Paredes de Viadores | População da freguesia de Paredes de Viadores | População da freguesia de Paredes de Viadores | População da freguesia de Paredes de Viadores | População da freguesia de Paredes de Viadores | População da freguesia de Paredes de Viadores | População da freguesia de Paredes de Viadores | População da freguesia de Paredes de Viadores | População da freguesia de Paredes de Viadores | População da freguesia de Paredes de Viadores | População da freguesia de Paredes de Viadores | População da freguesia de Paredes de Viadores | População da freguesia de Paredes de Viadores |
| --------------------------------------------- | --------------------------------------------- | --------------------------------------------- | --------------------------------------------- | --------------------------------------------- | --------------------------------------------- | --------------------------------------------- | --------------------------------------------- | --------------------------------------------- | --------------------------------------------- | --------------------------------------------- | --------------------------------------------- | --------------------------------------------- | --------------------------------------------- | --------------------------------------------- |
| 1864                                          | 1878                                          | 1890                                          | 1900                                          | 1911                                          | 1920                                          | 1930                                          | 1940                                          | 1950                                          | 1960                                          | 1970                                          | 1981                                          | 1991                                          | 2001                                          | 2011                                          |
| 906                                           | 1 017                                         | 1 086                                         | 1 156                                         | 1 179                                         | 1 171                                         | 1 258                                         | 1 367                                         | 1 300                                         | 1 324                                         | 1 189                                         | 1 213                                         | 1 223                                         | 1 185                                         | 1 289                                         |

| Distribuição da População por Grupos Etários | Distribuição da População por Grupos Etários | Distribuição da População por Grupos Etários | Distribuição da População por Grupos Etários | Distribuição da População por Grupos Etários | Distribuição da População por Grupos Etários | Distribuição da População por Grupos Etários | Distribuição da População por Grupos Etários | Distribuição da População por Grupos Etários | Distribuição da População por Grupos Etários |
| -------------------------------------------- | -------------------------------------------- | -------------------------------------------- | -------------------------------------------- | -------------------------------------------- | -------------------------------------------- | -------------------------------------------- | -------------------------------------------- | -------------------------------------------- | -------------------------------------------- |
| Ano                                          | 0-14 Anos                                    | 15-24 Anos                                   | 25-64 Anos                                   | > 65 Anos                                    |                                              | 0-14 Anos                                    | 15-24 Anos                                   | 25-64 Anos                                   | > 65 Anos                                    |
| 2001                                         | 241                                          | 198                                          | 585                                          | 161                                          |                                              | 20,3%                                        | 16,7%                                        | 49,4%                                        | 13,6%                                        |
| 2011                                         | 225                                          | 199                                          | 687                                          | 178                                          |                                              | 17,5%                                        | 15,4%                                        | 53,3%                                        | 13,8%                                        |